# Yemişanlı (Oğuz)
Yemişanlı è un comune dell'Azerbaigian situato nel distretto di Oğuz. Conta una popolazione di 485 abitanti.